# Roda de Barlow

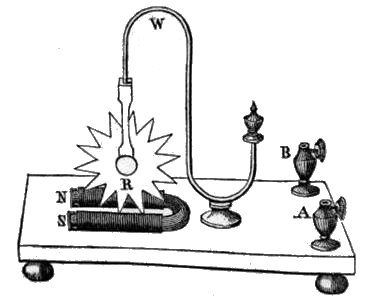
Un diagrama de 1842 de la roda de Barlow

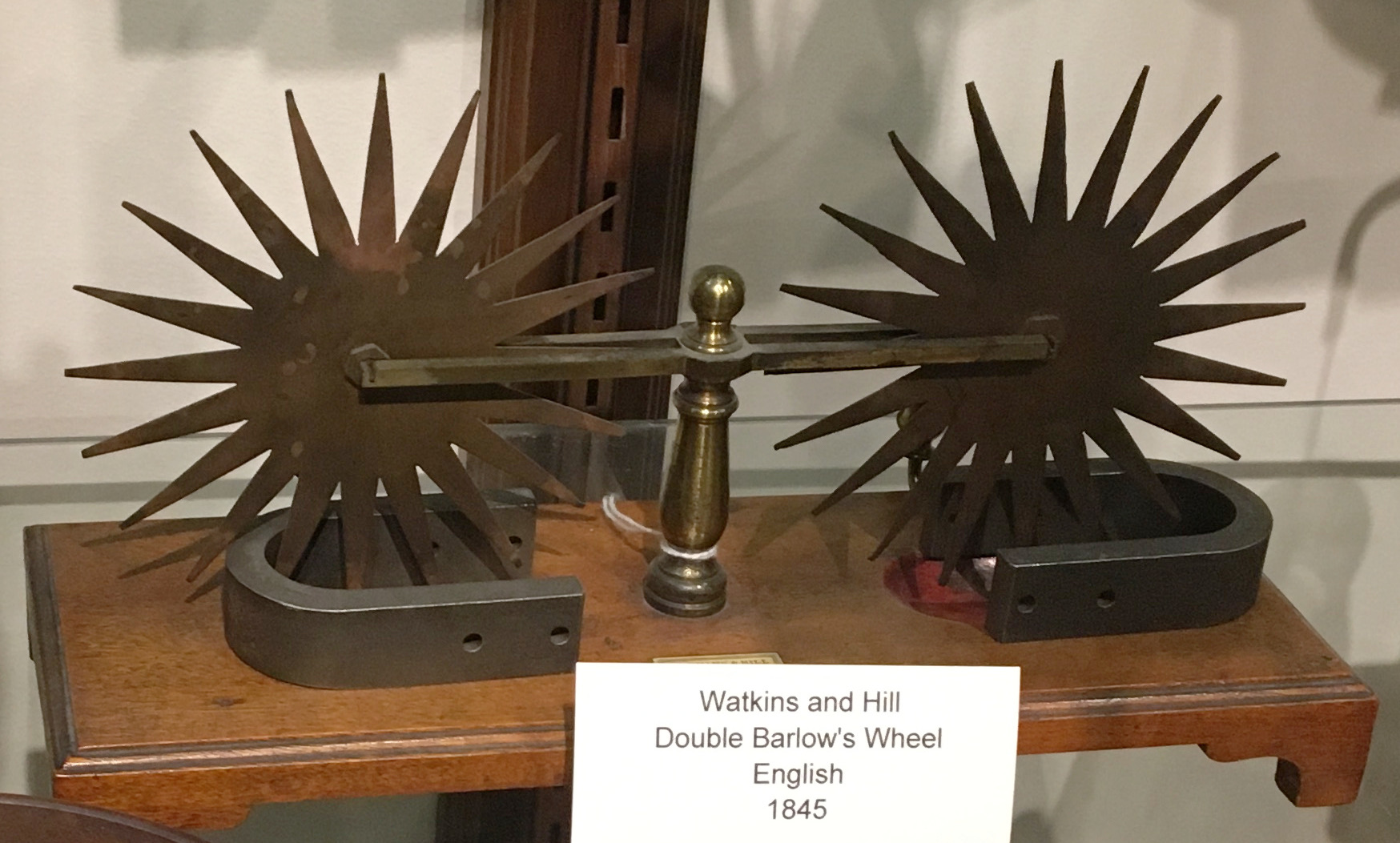
Model amb dues rodes en sèrie, fabricat l'any 1845 per a ús educatiu

La roda de Barlow va ser una primera demostració d'un motor homopolar, dissenyat i construït pel matemàtic i físic anglès Peter Barlow el 1822. Consisteix en una roda en forma d'estrella de gir lliure suspesa sobre un dipòsit ple de mercuri, amb les puntes de l'estrella submergides en el mercuri, enmig dels pols N/S, d'un imant de ferradura.

## Descripció
Un corrent elèctric (corrent continu) passa des del nucli de la roda, a través de la roda cap al mercuri i surt a través del contacte elèctric de la punta submergida dins del mercuri. La força de Lorentz del camp magnètic sobre les càrregues en moviment de la roda fa que la roda giri. La presència de dents a la roda és innecessària i l'aparell també funciona amb un disc metàl·lic rodó, generalment de coure.
"Les puntes de la roda, R, s'enfonsen en mercuri contingut en una ranura buida del suport. S'obtindrà una revolució més ràpida si es substitueix l'imant d'acer per un petit electroimant, tal com es mostra al dibuix l'imant es fixa al suport, incloent en el circuit la roda d'esperó, de manera que el corrent flueix per ells de forma continua, per tant, el sentit de la rotació no es modificarà en invertir la polaritat de l'electroimant ".
( Fragment extret de l'edició de 1842 del Manual de magnetisme, pàgina 94 )
S'utilitza com a demostració de l'electromagnetisme en entorns educatius, però atès que el mercuri és tòxic, normalment s'utilitza salmorra en lloc del mercuri en les recreacions modernes de l'experiment.

## Com funciona
L'experiment de la roda de Barlow pot mostrar l'acció d'un imant sobre el corrent i com es produeix el moviment de rotació a causa d'aquest fenomen. L'aparell consisteix en una roda de coure en forma d'estrella capaç de girar lliurement en un pla vertical al voltant d'un eix horitzontal. La punta de cada radi de l'estrella només s'enfonsa en una cavitat de mercuri o petita ranura a la base de fusta de l'aparell. La cavitat de mercuri es manté entre els dos pols oposats d'un potent imant o electroimant. La roda gira amb el seu pla perpendicular a la direcció del camp magnètic i durant la seva rotació només un punt de l'estrella s'enfonsa alhora dins del dipòsit de mercuri. En connectar l'eix de la roda i el mercuri  a una font elèctrica, el circuit es completa a través de l'eix de la roda i el mercuri (quan un punta s'enfonsa dins del mercuri). En passar corrent pel circuit, la roda comença a girar per l'acció de l'imant sobre el corrent. El sentit de gir de la roda es pot determinar aplicant la regla de la mà esquerra de Fleming. Mentre gira, quan un radi de la roda surt del mercuri, el circuit es talla, però degut a la inèrcia del moviment, la roda continua el seu moviment i posa el següent radi en contacte amb el mercuri, restablint així el contacte elèctric, continuant d'aquesta manera la rotació de la roda. En invertir el sentit del corrent o el del camp magnètic, la roda gira en sentit contrari. La velocitat de rotació depèn de la força del camp magnètic i de la intensitat del corrent. D'aquesta manera, l'energia mecànica s'obté de l'energia elèctrica.